# 니노미야 가즈히로
니노미야 가즈히로(일본어: 二宮 和弘, 1946년 11월 28일~)는 일본의 전 유도 선수로 1976년 하계 올림픽에서 하프헤비급 부문 금메달을 획득했다.

## 경력
후쿠오카현 후쿠오카시 출신인 니노미야는 덴리 대학을 졸업한 후, 오카노 이사오의 지도 아래 쇼키 주쿠에 입단했다.  1972년 4월 후쿠오카현 경찰대에 입대하고 그해 전일본 유도 선수권에서 3위를 하였다. 그는 1970년 아시아 선수권 대회에서 헤비급 부문의 금메달을 획득했고, 로잔에서 열린 1973년 세계 선수권 대회에서 훗날의 올림픽 금메달리스트가 되는 우에무라 하루키를 꺾고 무제한급 부문에서 우승하였다.  
1976년 전일본 유도 선수권을 처음으로 우승한 그는 몬트리올에서 열리는 1976년 하계 올림픽 파견 국가대표 선수로 발탁되었다. 그러나 일본 올림픽 대표팀 지도부는 헤비급 및 무제한급에 출전시킬 선수로 이미 우에무라와 엔도 스미오로 결정했고, 니노미야는 하프헤비급 종목에 출전하게 되었다. 그는 7kg을 감량했고 일본 선수로는 최초로 올림픽 유도 하프헤비급 부문에서 금메달을 획득하게 되었다.
1978년 소노다 이사무와 함께 그 해 가노 지고로 컵을 마지막으로 은퇴하였다. 그와 소노다는 30년 이상 동안 라이벌과 친구 사이로 같은 해에 태어나 같은 경찰대에 입단했고, 같은 올림픽 대회와 세계 선수권 대회에 출전하였으며 동시에 은퇴하였다. 은퇴 후에는 일본 국내 지방의 현립 유도 위원회 이사를 맡았고, 2007년 니시닛폰 공업 대학 유도 강사가 되었다.

## 같이 보기
- 올림픽 유도 메달리스트 목록